# Leptataspis lieftincki
Leptataspis lieftincki är en insektsart som beskrevs av Victor Lallemand 1954. Leptataspis lieftincki ingår i släktet Leptataspis och familjen spottstritar. Inga underarter finns listade i Catalogue of Life.